# Vince DiPersio
Vince DiPersio (* in Philadelphia) ist ein US-amerikanischer Dokumentarfilmer und Filmproduzent.

## Leben
Vince DiPersio wuchs in einer armen Gegend in Philadelphia auf. In den 1960ern gehörte er der aufblühenden Folk-Szene an. Er galt als schwieriges Kind und wurde Mitte der 1960er zum Militärdienst gedraftet. Er bestand dort einen Intelligenztest und durfte die Intelligence School besuchen, die eigentlich für College-Absolventen vorgesehen war. Nach seiner Ausbildung diente er in Korea. Über einen Kollegen im Militär kam er mit dem Zeichnen in Berührung und besuchte ab 1967 die Kunstschule in Philadelphia, hatte aber kein Talent als Zeichner. Stattdessen sattelte er auf Fotografie um und wechselte auf ein Community College, wo er zunächst einen Kurs in Dokumentarfilm belegen musste, um in den Fotografie-Kurs zu kommen. Nach kurzer Zeit stellte er fest, das dies genau das richtige für ihn war, und er wurde Dokumentarfilmer. Nach dem Community College wechselte er ans Goddard College in Vermont. Von Goddard wechselte er schließlich ins AFI-Programm am California Institute of the Arts.
Seine erste Regiearbeit war Kid Gloves (1984). Der Durchbruch gelang ihm mit der Dokumentation Crack USA: County Under Siege (1989), für die er zusammen mit Co-Regisseur Bill Guttentag eine Oscar-Nominierung erhielt. 1992 erhielt er für Death on the Job seine zweite Oscar-Nominierung. Erneut nominiert wurde er 1995 für Blues Highway. Alle Dokumentarfilme, für die er eine Oscar-Nominierung erhielt,  drehte er mit Bill Guttentag.

## Filmografie (Auswahl)
- 1989: Crack USA: County Under Siege
- 1991: Death on the Job
- 1992: The Cocaine War: Lost in Bolivia
- 1994: Blues Highway
- 1995: 5 American Kids – 5 American Handguns
- 1998: The Last Days of Kennedy and King
- 1998: America Undercover
- 2009: The Big Question
- 2010: The Kennedy Detail